# Oziornyj (Baszkortostan)
Oziornyj (ros. Озёрный) – wieś (sieło) w Rosji, w Baszkortostanie, w rejonie uczalińskim. W 2010 liczyła 404 mieszkańców.